# Sidi Abdelmoumen
Sidi Abdelmoumen est une commune de la wilaya de Mascara en Algérie.